# Meta von Salis
Barbara Margaretha "Meta" von Salis (ur. 3 stycznia 1855 w Igis, zm. 15 marca 1929 w Bazylei) – szwajcarska feministka i dziennikarka, korespondentka Friedricha Nietzschego.

## Życiorys
Przyszła na świat w rodzinnym majątku, w zamku Marschlins w Igis w Gryzonii. Była córką Ursuli Margarethy oraz Ulyssesa Adalberta von Salis, przyrodnika. W latach 1863–1868 uczęszczała do szkoły dla dziewcząt w Friedrichshafen w Niemczech. Następnie do 1871 uczyła się w szkole w Rorschach w Szwajcarii.
Pracowała jako guwernantka kilku zamożnych niemieckich rodzin. W 1881, po śmierci baronowej von Wöhrmann, u której pracowała, wyjechała do Anglii i Irlandii, by pracą guwernantki zarobić na studia. W 1883 zapisała się na Uniwersytet w Zurychu, by studiować historię i filozofię. W 1887 obroniła doktorat na podstawie rozprawy o Agnieszce z Poitou, stając się pierwszą Szwajcarką z tytułem doktorskim. Zrobiła to nie dla własnej satysfakcji, ale dla sprawy kobiecej. W 1885 aplikowała na studia na Uniwersytecie w Bazylei, by rozwijać się pod kierunkiem Carla Jakoba Burckhardta. Jej podanie zostało odrzucone z powodu niechęci władz uniwersytetu do kobiet.
Pracowała jako freelancerka: dziennikarka i mówczyni ruchu sufrażystek w Szwajcarii. W 1886 napisała wierszowany pamflet Przyszłość kobiet. Opublikowała go w pierwszym numerze "Zurich Post" z 1887. Artykuł jako jeden z pierwszych podnosił sprawę równości obywateli i obywatelek Szwajcarii. W latach 1892–1893 na łamach prasy bezskutecznie walczyła o prawną rehabilitację działaczki na rzecz praw kobiet Caroline Farner. W 1894 wygłosiła kilka przemówień zachęcających Szwajcarki do walki o prawo do głosowania. Temat dyskryminacji kobiet podejmowała na łamach swoich powieści i tomików poezji.
W Zurychu w 1884 poznała filozofa Friedricha Nietzschego. Pomimo jego niechęci do feminizmu i ruchu kobiecego nawiązali długoletnią przyjaźń. Nietzsche podziwiał jej umiejętność mówienia po niemiecku bez szwajcarskiego akcentu. W 1886 i 1887 von Salis spędziła kilka tygodni w letnim domu Nietzschego w Sils Maria. Zareagowała oburzeniem na sugestię, że powinni się pobrać. W 1894 pomagała siostrze Nietzschego, Elisabeth Förster-Nietzsche, w poszukiwaniu archiwów filozofa, ale współpraca zakończyła się kłótnią. W 1897 von Salis zakupiła willę Silberblick w Weimarze, gdzie Nietzsche i jego siostra żyli w ciągu ostatnich 3 lat życia filozofa i gdzie później umieszczono kolekcję archiwalną Nietschego. Dzięki von Salis Nietzsche poznał filozofkę Helene von Druskowitz, która później stała się jego antagonistką.
W 1897 wydała cieszącą się dużym powodzeniem książkę Philosoph und Edelmensch. Ein Beitrag zur Charakteristik Friedrich Nietzsche's. Napisała też: Die Zukunft der Frau (1886), Die Schutzengel (3 tomy, 1889–1891), serię kobiecych biogramów w Auserwählte Frauen unserer Zeit, I und II (1900, 1916).

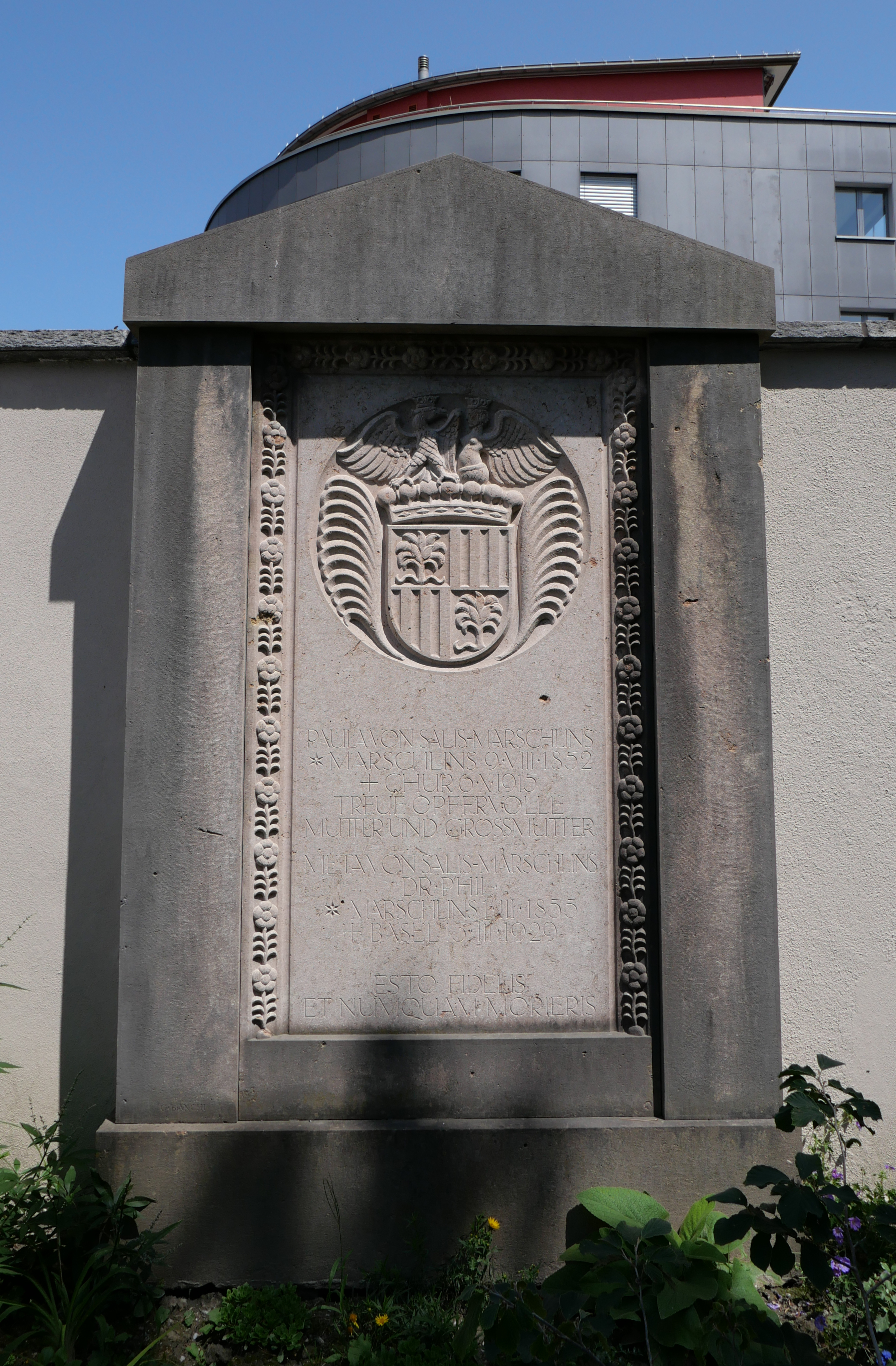
Grób Meta von Salis i jej siostry Pauli (1852-1915) na cmentarzu Daleu w Chur.

Po 1894 wycofała się z ruchu feministycznego. Jeszcze w 1904 została na krótko aresztowana za wystąpienie podczas obrad sądu, kiedy to próbowała bronić dwóch fałszywie oskarżonych o defraudację kobiet. Niemniej skupiła się na pismach francuskiego teoretyka rasowego Josepha Arthura de Gobineau oraz innych konserwatywnych myślicieli.
Von Salis była związana z Theo Schückingiem (1850–1903), ale związek zakończył się nagle.
Zrażona systemem politycznym Szwajcarii, w 1904 wyprowadziłą się na wyspę Capri. Sprzedała rodzinny zamek. Zamieszkała z wieloletnią przyjaciółką Hedwig Kym. Po małżeństwie Kym z Ernstem Feigenwinterem w 1910, które von Salis przyjęła z zaskoczeniem i oburzeniem, zamieszkała z parą w Bazylei.
Publikowała wiersze, zajmowała się genealogią, a po wybuchu I wojny światowej pisała do prasy szwajcarskiej nacjonalistyczne artykuły. W latach 20. XX w. regularnie publikowała w szwajcarskim "Monatshefte" teksty z zakresu polityki i kultury. W ostatnich latach życia większość pism poświęciła niemieckiemu nacjonalizmowi i teorii rasowej.